# František Domažlický
František Domažlický (* 13. Mai 1913 in Prag; † 29. Oktober 1997 ebenda) war ein tschechischer Geiger, Bratscher und Komponist.

## Leben
František Domažlický trug bis 1945 den Nachnamen Taussig (auch Tausig) – vgl. die Geschichte der Stadt Taus bzw. Domažlice südwestlich von Pilsen. Er begann sein musikalisches Wirken in den 1930er-Jahren zunächst noch ohne professionelle Ausbildung als Geiger, Trompeter, Akkordeonist, Bandleader und Komponist populärer Lieder. 1935 gewann er den ersten Preis bei einem Wettbewerb um das beste Landstreicherlied. Im selben Jahr begann er ein reguläres Musikstudium bei dem Geiger Otto Šilhavý, einem Schüler von Otakar Ševčík.
Nach der Zerschlagung der Tschechoslowakei und der 1939 erfolgten Errichtung des unter nationalsozialistischer deutscher Herrschaft stehenden Protektorats Böhmen und Mähren erfolgte auch auf dem Gebiet Tschechiens ab dem Herbst 1941 die Deportation der jüdischen Bevölkerung in Konzentrationslager. Domažlický wurde zunächst in das Ghetto Theresienstadt verbracht, später nach Auschwitz-Birkenau, Schwarzheide (eines der Außenlager von Sachsenhausen) und Oranienburg. Noch in Theresienstadt entstanden unter schrecklichen Lebensbedingungen u. a. einige Lieder und Chöre wie Píseň máje (Mai-Lied) sowie das Streichquartett Píseň beze slov (Lied ohne Worte, 1942) und die Theresienstädter Suite für zwei Violinen. Nach der Auflösung der Lager überlebte er gegen Kriegsende knapp einen der berüchtigten Todesmärsche. Nach dem Krieg setzte er seine Studien in Violine bei František Daniel und Komposition bei Jaroslav Řídký und Emil Hlobil an der Akademie der musischen Künste in Prag (Akademie múzických umění v Praze, kurz AMU) fort, wo er 1960 mit einer Sinfonie für großes Orchester absolvierte. Schon seit 1950 spielte Domažlický Geige und Bratsche in mehreren Ensembles und Prager Orchestern, darunter für 15 Jahre im Filmsinfonieorchester (FISYO).
Durch die Zäsur, welche die Ereignisse während des Zweiten Weltkriegs in seine künstlerische Laufbahn gebracht hatten, und seine vergleichsweise konservative, nie an experimentelle Trends der internationalen Avantgarde anknüpfende Tonsprache, wurde sein Schaffen zu Lebzeiten außerhalb seiner Heimat nie bleibend wahrgenommen. Interesse fanden vor allem seine Werke aus der Theresienstädter Zeit. Neben Kammermusik in vielfältigen Besetzungen und einigen Orchester- und Vokalwerken enthält sein Œuvre bevorzugt Instrumentalkonzerte. Viele seiner Kompositionen entstanden auf seinem Hof im mittelböhmischen Blevice, wo er neben seinem künstlerischen Schaffen auch Pferdezucht betrieb.

## Werke (Auswahl)

### Orchesterwerke
- Habanera (1955)
- Suite op. 26 (1959–1960)
- Divertimento op. 29 (1962)
- Sinfonie (1962)
- Ouvertura piccola op. 42 (1970)
- Encore op. 74 (1991)

### Kammer- oder Streichorchester
- Serenade in D für Streichorchester op. 16 (1954)
- Prskavky (Wunderkerzen). Suite für Streichorchester op. 30 (1963)
- Suita danza für Streichorchester op. 52 (1982)
- Malá taneční suita (Kleine Tanzsuite) für kleines Kammerorchester op. 57 (1965)
- Serenata da camera für Streichorchester op. 64 (1987)
- Petriana Ouvertüre, Rekonstruktion eines Werkes aus der Theresienstädter Zeit im Arrangement für Streichorchester (1993)

### Instrumentalkonzerte
- Konzert für Oboe und Streichorchester op. 25 (1958)
- Konzert für Violine und Orchester Nr. 1 op. 28 (1961)
- Konzert für Posaune und Orchester op. 35 (1964)
- Konzert für Viola und Orchester op. 36 (1965–1966)
- Jaro rytíře d‘Artagnana (Der Frühling des Ritters d‘Artagnan). Sinfonisches Bild für Violoncello und Orchester op. 40 (1968)
- Konzert für Horn und Orchester op. 43 (1971)
- Konzert für Fagott und Orchester op. 44 (1972)
- Konzert für Violine und Orchester Nr. 2 op. 47 (1975)
- Konzert für Flöte und Streichorchester op. 48 (1976–1977)
- Konzert für Klarinette und Streichorchester op. 50 (1980–1981)
- Konzert für zwei Violinen und Streichorchester op. 51 (1981–1982)
- Concerto rustico für Kontrabass und Streichorchester op. 55 (1983)
- Konzert für Tuba und Streichorchester op. 53 (1983)
- Konzert für Trompete und Orchester op. 60 (1986)
- Konzert für Altsaxophon und Orchester op. 65 (1988)
- Concertino für Dudelsack und Orchester op. 76 (1991)

### Duos und Kammermusik
- Píseň beze slov (Lied ohne Worte) für Streichquartett (1942)
- Duett für zwei Violinen op. 2 (1953)
- Duett für zwei Klarinetten op. 3 (1953)
- Romanze für Klarinette und Klavier op. 8 (1953)
- Šest národních písní (Sechs Volkslieder) für zwei Violinen und Viola op. 13 (1954)
- Bläserquintett Nr. 1 op. 23 (1956)
- Drei Stücke für Violine und Klavier op. 24 (1957)
- Streichquartett Nr. 2 op. 32 (1962–1963)
- Polní kvítí (Feldblumen). Suite für Oboe und Harfe op. 31 (1962)
- Klaviertrio op. 34 (1963–1964)
- Kammermusik für Violine, Violoncello, Bassklarinette und Gitarre op. 38 (1966)
- Bläserquintett Nr. 2 op. 39 (1967)
- Fünf Bagatellen für Viola und Klavier op. 41 (1969)
- Con moto für Violine und Klavier (1969)
- Sen mládí (Jugendtraum) für drei Blockflöten, zwei Violinen, Violoncello und Klavier (1971)
- Konzert für Bläseroktett op. 45 (1973)
- Sonate für Trompete und Klavier op. 49 (1979)
- Suita danza op. 52 (1982), Arrangement für Saxophonquartett
- Suita danza op. 52 (1982), Arrangement für Blechbläserquintett
- Suita danza op. 52 (1982), Arrangement für zwei Akkordeons und Klavier
- Suita danza op. 52 (1982), Arrangement für zwei Violinen und Klavier
- Foxtrott aus der Suita danza op. 52 (1982), Arrangement für Klavier zu vier Händen oder zwei Klaviere
- Duett für zwei Tubas op. 53a (1983)
- Musik für vier Saxophone op. 54 (1983)
- Blechbläserquintett für zwei Trompeten, Horn, Posaune und Tuba op. 56 (1984)
- Streichquartett Nr. 3 op. 57 (1984)
- Sonate für Posaune und Klavier op. 58 (1985)
- Trio-Sonate für Violine, Marimba und Gitarre op. 59 (1985)
- Partita für Orgel und fünf Blechblasinstrumente op. 66 (1988)
- Let racka (Flug der Möwe) für Englischhorn und Klavier op. 72 (1990)
- Bläserquintett Nr. 3 op. 73 (1990)
- Ragtime I, II für Bläserquintett op. 73a (1990)
- Sonatine für Tuba und Klavier op. 75 (1991)
- Scherzo für Tuba und Klavier op. 77 (1992)
- Musik für Violine und Viola op. 78 (1993)
- Trio für Violine, Viola und Violoncello op. 79 (1994)

### Gesangstimme(n) und Instrument(e)
- Sloky lásky (Strophen der Liebe). Liederzyklus auf Gedichte von Stepan Petrowitsch Schtschipatschew für Gesangstimme und Klavier op. 14 (1954)
- České písně (Tschechische Lieder) für drei Frauenstimmen (oder Frauen- oder Kinderchor) und Streichquartett op. 17 (1955)
- Písně na slova Jana Pilaře (Lieder auf Worte von Jan Pilař) für Gesangstimme und Klavier op. 21 (1955–1956)
- Písně na slova Aloise Volkmana (Lieder auf Worte von Alois Volkman) für Gesangstimme und Klavier op. 68 (1989–1990)
- Balada o stromu (Ballade vom Baum) für Gesangstimme und Klavier oder Orgel op. 70 (1990)

### Chor
- Píseň máje (Mai-Lied) für Männerchor (1942–1943)
- České písně (Tschechische Lieder) für Frauen- oder Kinderchor (oder drei Frauenstimmen) und Streichquartett op. 17 (1955)
- Bude nás stále víc (Wir werden immer mehr). Zyklus für Männerchor auf Worte von Jaroslav Marek op. 71 (1990)

## Diskographie (Auswahl)
- České písně (Tschechische Lieder) für Kinderchor und Streichquartett op. 17 – Disman Radio-Kinderensemble Prag, Leitung: Joža Karas – auf Hans Krása: Brundibár (Channel Classics, 1993)
- Píseň beze slov (Lied ohne Worte) für Streichquartett – Camilla Zonno, Giovanni Zonno, Valeria Perrone, Luciano Tarantino – auf KZ Musik CD 11 (Documents, 2009)
- Jaro rytíře d‘Artagnana op. 40 – Reine Flachot (Violoncello), Prager Sinfonieorchester FOK, Dirigent: Václav Smetáček – auf Sólo pro violoncello: Širc, Večtomov, Flachot, Hošek (Radioservis a.s., 2014)[1]
- Suita danza op. 52 – Prague Spirit Quartet – auf Domažlický, Hašler, Joplin and Sluka: Music for the Upper Deck of the Titanic (Supraphon, 2015)
- Ouvertura piccola op. 42, Konzert für Horn und Orchester op. 43 – Diverse Interpreten – auf Josef Matěj und František Domažlický: Orchesterwerke (Radioservis a.s., 2017)
- Sonata für Posaune und Klavier op. 58, Sonate für Trompete und Klavier op. 49, Trio minimo für Trompete, Horn und Posaune op. 62, Blechbläserquintett op. 56, Jazzsuite für Blechbläserensemble – Diverse Interpreten – auf František Domažlický: Kompositionen für Blechbläser (Radioservis a.s., 2017)